# TT120
| O29 · a | n · n · D55 |

| O29 · a | n · n · D55 |

La tumba tebana TT120 situada en Sheij Abd el Qurna, forma parte de la Necrópolis tebana, en la orilla occidental del Nilo, enfrente de Luxor y pertenece a Anen,  hermano de la reina Tiy, que llegó a ser Canciller del Bajo Egipto, Segundo Profeta de Amón, sacerdote sem de Heliópolis, portador del sello del rey y Padre Divino durante el reinado de Amenhotep III.
La tumba está siendo excavada desde 2008 por Lyla Pinch Brock.